# Blasensträucher
Die Blasensträucher (Colutea) sind eine Pflanzengattung in der Unterfamilie der Schmetterlingsblütler (Faboideae) innerhalb der Familie der Hülsenfrüchtler (Fabaceae). Die etwa 26 Arten sind von Südeuropa und Nordafrika bis West- sowie Zentralasien verbreitet.

## Beschreibung

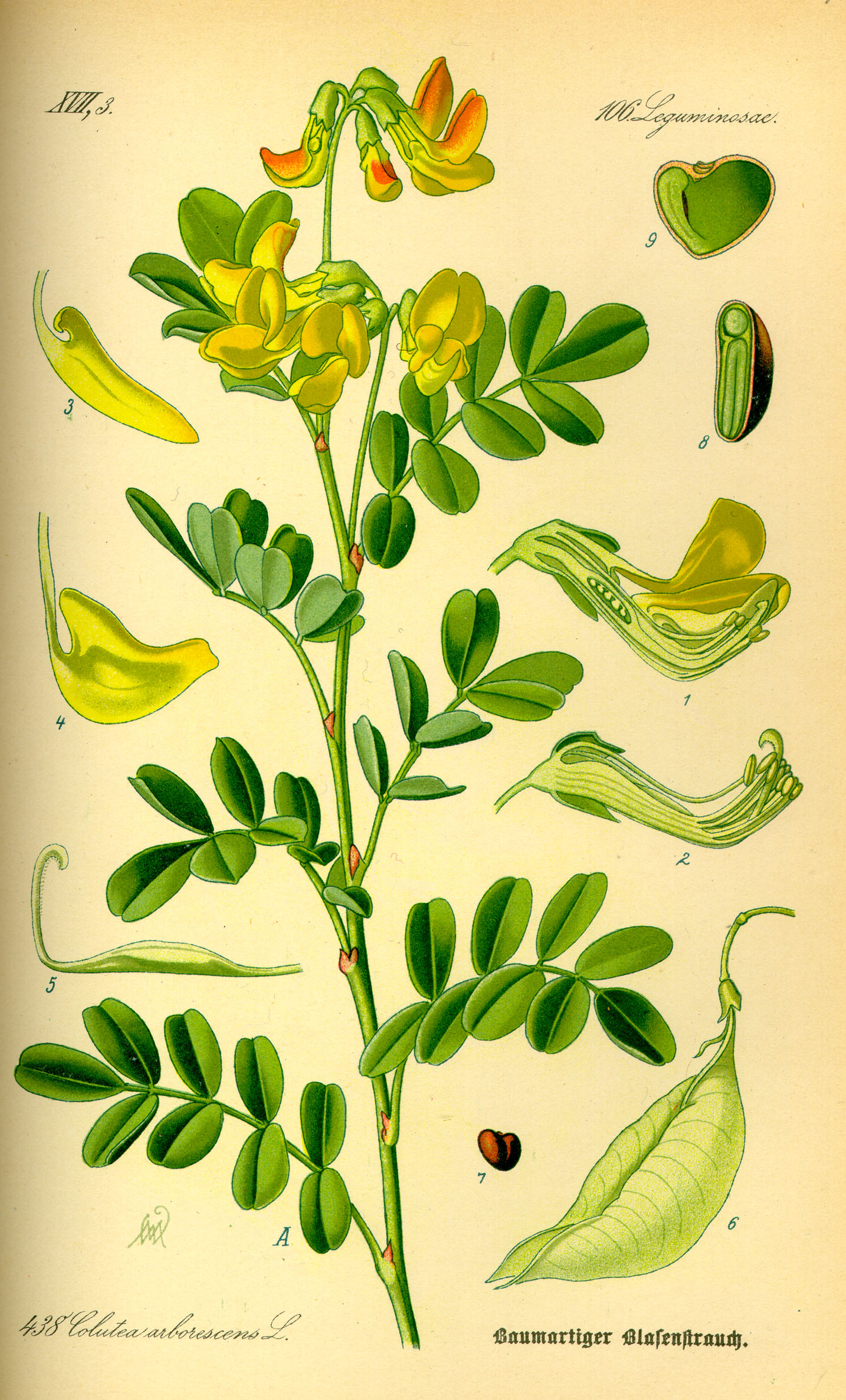
Illustration des Blasenstrauch (Colutea arborescens)

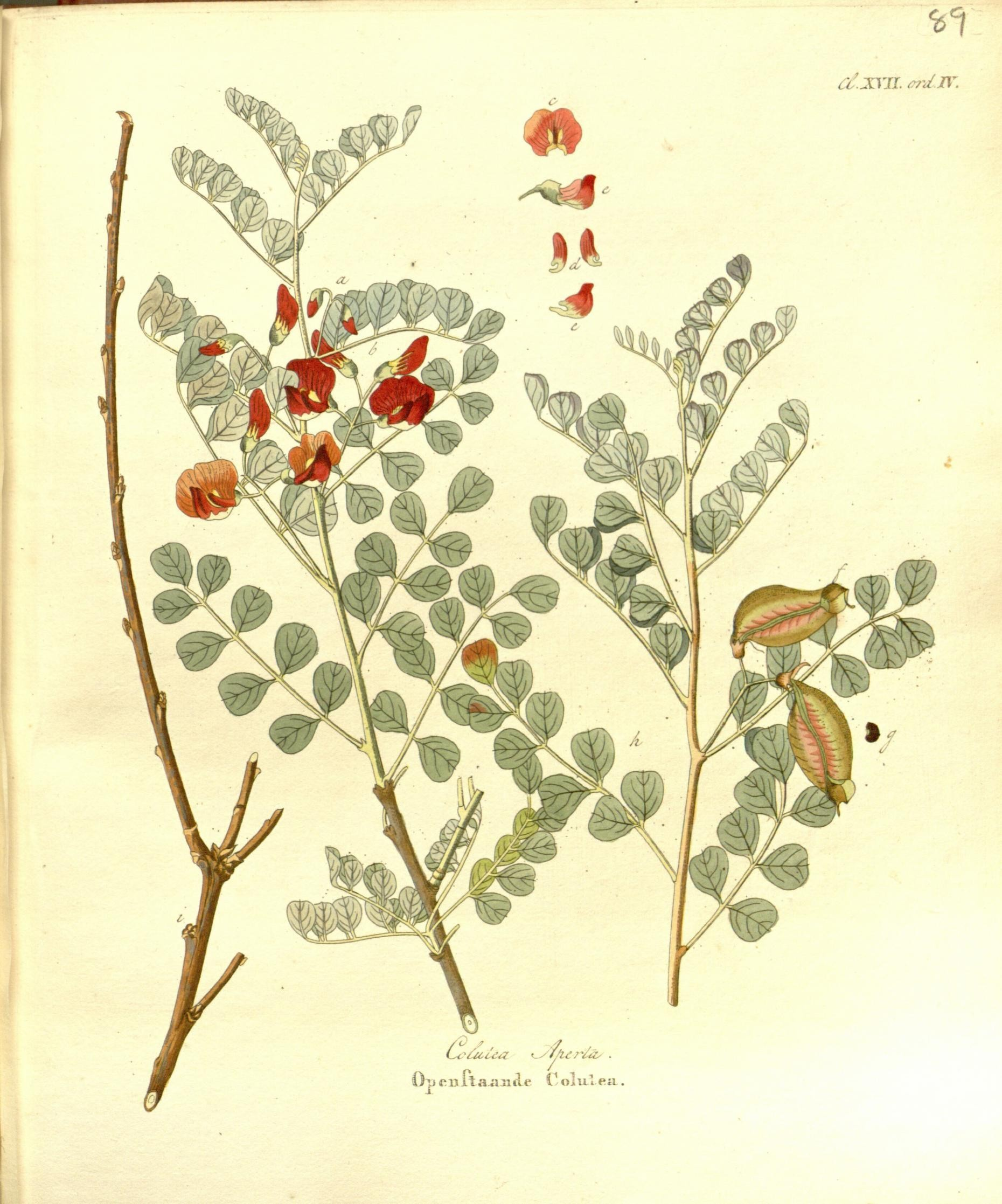
Illustration aus Afbeeldingen der fraaiste, meest uitheemsche boomen en heesters, Tafel 89 von Colutea orientalis

### Vegetative Merkmale
Blasenstrauch-Arten sind laubabwerfende Sträucher oder kleine Bäume. Manche Arten besitzen Dornen. Die Rinde junger Zweige ist kahl oder flaumig behaart.
Die wechselständigen Laubblätter sind unpaarig gefiedert. Die gegenständigen Fiederblättchen sind ganzrandig.

### Generative Merkmale
Die traubigen Blütenstände enthalten kleine Tragblätter.
Die zwittrigen Blüten sind zygomorph und fünfzählig mit doppelter Blütenhülle. Die fünf Kelchblätter sind verwachsen. Von den fünf Kelchzähnen sind die zwei oberen etwas kürzer. Die fünf Kronblätter sind zartgelb bis orangefarben. Die Blütenkrone besitzt die typischen Form einer Schmetterlingsblüte. Von den zehn Staubblättern sind neun miteinander verwachsen. Das einzige gestielte Fruchtblatt enthält viele Samenanlagen. Der gekrümmte Griffel endet in einer großen Narbe.
Kennzeichnend für die Gattung der Blasensträucher sind die blasenähnlichen, papierartigen Hülsenfrüchte. Sie enthalten viele Samen.

## Verbreitung und Nutzung
Die meisten Colutea-Arten sind in West- und Zentralasien verbreitet. Einige wenige Arten haben ihr ursprüngliches Verbreitungsgebiet in China, dem Mittelmeerraum und Nordafrika.
Die bekannteste Art dieser Gattung ist der schnellwachsende gewöhnliche Blasenstrauch (Colutea arborescens), der gelegentlich als Zierstrauch gepflanzt wird.

## Systematik
Die Gattung Colutea wurde 1753 durch Carl von Linné in Species Plantarum, Tomus II, S. 723 aufgestellt. Typusart ist Colutea arborescens L.
Innerhalb der Gattung Colutea gibt es etwa 26 Arten. Die folgende Systematik basiert auf der Revision der Gattung durch K. Browicz (1963), zitiert nach Castillo (2002):

| Sektion Colutea - Untersektion Arborescentes Browicz - Colutea arborescens L.: Sie ist von Mittel- bis Südeuropa verbreitet. Sie wird in vielen Gebieten der Welt kultiviert. - Colutea armena Boiss. & Huet: Sie kommt in Aserbaidschan vor. - Colutea atlantica Browicz: Sie kommt in Marokko, Algerien und Spanien vor. - Colutea cilicica Boiss. & Balansa: Sie kommt in Griechenland, in der Ägäis, in der Türkei, in der Ukraine, in Vorderasien, im Kaukasusraum, im Irak, Iran und in Zentralasien vor. - Colutea davisiana Browicz - Colutea insularis Browicz - Colutea melanocalyx Boiss. & Heldr. - Untersektion Acutifoliae Browicz - Colutea acutifolia Shapar.: Sie kommt im asiatischen Russland vor. - Untersektion Africanae Browicz - Colutea abyssinica Kunth & Bouché: Sie kommt in Äthiopien, Somalia, Kenia, Tansania, Uganda und Rwanda vor. - Untersektion Graciles Browicz - Colutea gracilis Freyn & Sint. ex Freyn: Sie kommt im Iran, in Afghanistan und in Turkmenistan vor. - Colutea hybrida Shapar. - Colutea istria Mill. - Colutea persica Boiss.: Sie kommt im Iran und in Afghanistan vor. Sektion Multiflorae Browicz - Colutea delavayi Franch.: Sie gedeiht in Höhenlagen von 1800 bis 3000 Metern in den chinesischen Provinzen südwestliches Sichuan (nur in Jiulong sowie Muli) und im nordwestlichen Yunnan. - Colutea multiflora Shapar. ex Ali: Sie kommt in Indien und in Nepal vor. Sektion Rostratae Browicz - Untersektion Orientales Browicz - Colutea atabajevi B.Fedtsch.: Sie kommt in Turkmenistan vor. - Colutea jarmolenkoi Shapar.: Sie kommt in Kirgisistan vor. - Colutea orientalis Mill.: Sie kommt ursprünglich in Aserbaidschan, Armenien, Georgien und im Kaukasusraum vor. - Untersektion Centralasiaticae Browicz - Colutea afghanica Browicz: Sie kommt im Iran und in Afghanistan vor. - Colutea buhsei (Boiss.) Shapar.: Sie kommt in Turkmenistan vor. - Colutea gifana Parsa: Sie kommt im Iran vor. - Colutea nepalensis Sims: Sie kommt in Afghanistan, Indien, Kaschmir, Pakistan und in Ngari Diqu im westlichen Tibet sowie im Haixi Diqu im westlichen Qinghai vor. - Colutea paulsenii Freyn: Sie kommt in Afghanistan, Pakistan und Indien vor. Sektion Armatae - Colutea armata Hemsl. & Lace: Dieser Endemit kommt nur im pakistanischen Baluchistan vor. - Colutea komarovii Takht.: Sie kommt in Aserbaidschan, Armenien und im Iran vor. - Colutea uniflora G.Beck ex Stapf: Sie kommt im Iran vor. |